# Atsushi Matsuo
Atsushi Matsuo (japanisch 松尾 篤 Matsuo Atsushi; * 5. März 1990 in Kitakyushu) ist ein japanischer Fußballspieler.

## Karriere
Matsuo erlernte das Fußballspielen in der Schulmannschaft der Kokura Minami High School und der Universitätsmannschaft der Nippon-Bunri-Universität. Seinen ersten Vertrag unterschrieb er 2012 bei V-Varen Nagasaki. Der Verein spielte in der dritthöchsten Liga des Landes, der Japan Football League. 2012 wurde er mit dem Verein Meister der Japan Football League und stieg in die J2 League auf. 2014 wechselte er zu Japan Soccer College. 2015 wechselte er zu Azul Claro Numazu. 2016 wechselte er zu Saurcos Fukui. Ende 2018 beendete er seine Karriere als Fußballspieler.